# Štolpichy
Štolpichy byla národní přírodní rezervace ev. č. 442 poblíž obce Hejnice v okrese Liberec. Chráněné území bylo formálně zrušeno k 16. srpnu 1999, kdy bylo začleněno do nově vzniklé NPR Jizerskohorské bučiny.
Důvodem ochrany byly přirozené smíšené listnaté porosty na balvanitém podkladu a vodopády Štolpichy.